# Vickers Valiant

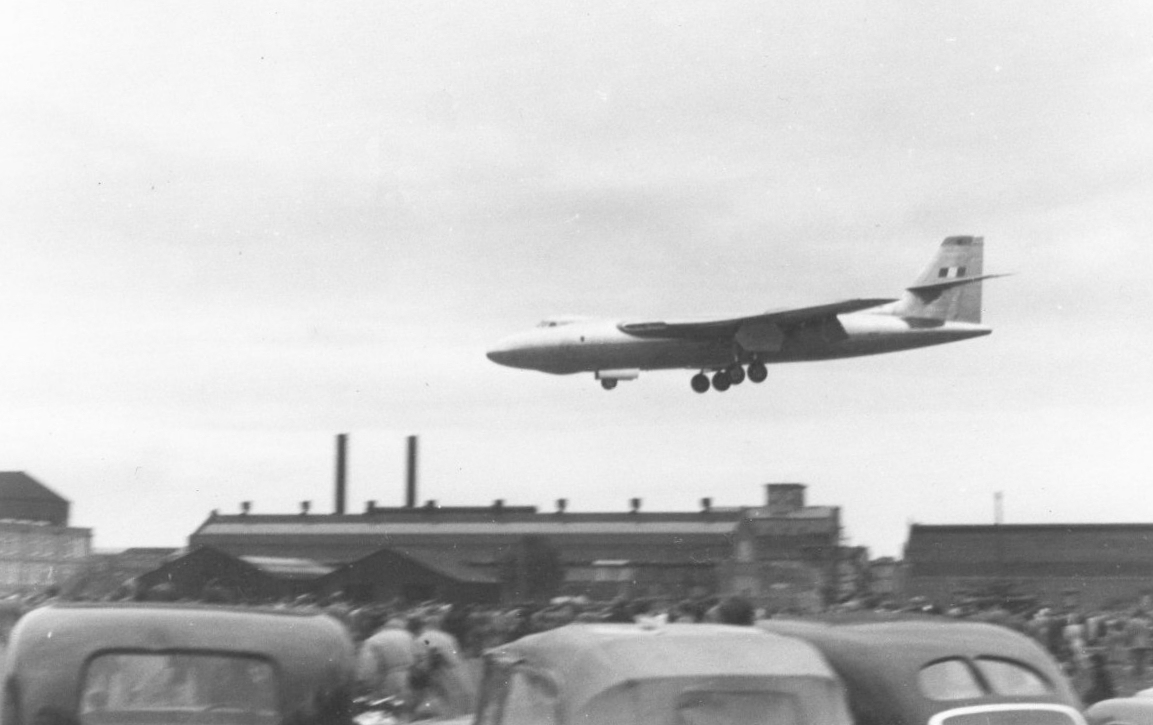
Erster Prototyp in Farnborough, 1951

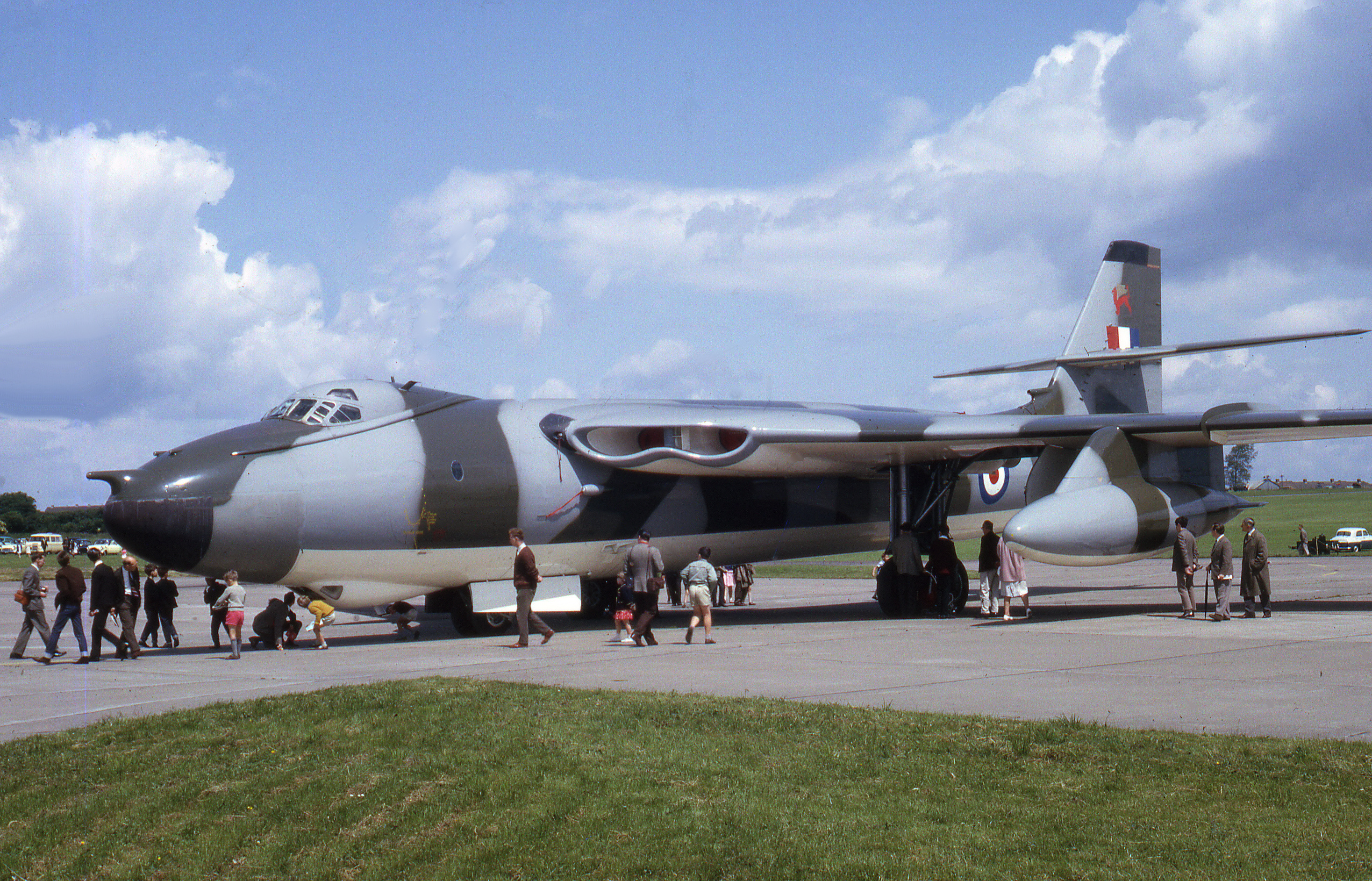
Vickers Valiant auf dem Flughafen Filton, Bristol, England

Die Vickers 667 Valiant war ein vierstrahliger britischer Bomber der Zeit des Kalten Krieges. Sie wurde Anfang der 1950er-Jahre als Nuklearbomber entwickelt, ausgehend von der Spezifikation B.35/46 vom März 1947, wie auch die Avro 698 Vulcan und die Handley Page H.P.80 Victor. Sie galt unter den drei V-Bomber-Typen der Royal Air Force als die konventionellste Konstruktion.

## Entwicklung
Der Schulterdecker verfügte über gepfeilte Tragflügel in Sichelflügelform (stärkere Pfeilung an der Flügelwurzel) mit einem Laminarprofil von 12 % Dicke. Angetrieben wurde er von vier Strahltriebwerken vom Typ Rolls-Royce RA.28 Avon (je 44,7 kN Schub), die in den Tragflügelwurzeln eingebaut waren.
Der Erstflug fand am 18. Mai 1951 statt. Die Valiant wurde im selben Jahr in Farnborough der Öffentlichkeit vorgestellt. Insgesamt wurden bis zum August 1957 107 Einheiten produziert.
Die Valiant war zugleich das letzte von Vickers gebaute Kampfflugzeug und der V-Bomber mit der kürzesten Einsatzdauer.
Aus der Valiant wurden der Militärtransporter Vickers V-1000 und das Passagierflugzeug Vickers VC7 abgeleitet. Der Prototyp der V-1000 war zu ca. 80 % fertiggestellt, als das Projekt abgebrochen wurde. Die VC.7 kam nicht über das Entwurfsstadium hinaus.

## Einsatz
Die erste Einsatzstaffel war ab Januar 1955 die 138. Squadron auf der Basis RAF Gaydon in Warwickshire und die Umschuleinheit, die 232. Operational Conversion Unit, wurde kurze Zeit später ebenfalls in Gaydon aufgestellt.
Eine Valiant der 49. Squadron warf am 11. Oktober 1956 die erste britische Atombombe über der Maralinga Range (South Australia) ab. Eine weitere Valiant derselben Staffel (XD-818) warf am 15. Mai 1957 die erste britische Wasserstoffbombe auf die Malden-Insel im Pazifik ab.
Nach dem kompletten Zulauf besaß das RAF Bomber Command neun Einsatzstaffeln Valiant-Bomber.
Neben der strategischen Rolle wurden Valiants auch konventionell bewaffnet und kamen 1956 bei der Suez-Krise von 1956 zum Einsatz. Mehrere Maschinen waren an Luftangriffen auf ägyptische Flugplätze beteiligt.
Nach dem kompletten Zulauf der beiden anderen strategischen V-Bomber Typen wurden die drei in RAF Marham liegenden Staffeln dem NATO-SACEUR unterstellt und wurden fortan als Träger taktischer US-amerikanischer „Mark 28“-Bomben bereitgehalten. Daneben war ein Teil der Valiant-Flotte bereits Ende der 1950er Jahre zu Tankern umgebaut worden und stand in dieser Version bei zwei bisherigen Bomber-Staffeln, der 214. und 90. Squadron, im Dienst. Hinzu kamen einige umgebaute Valiant zur elektronischen Kampfführung und Fotoaufklärung im Dienst der 18. bzw. 543. Squadron, letztere setzte zuvor bereits die Bomber-Version ein. Die Flugzeuge waren in RAF Finningley, RAF Gaydon, RAF Honington, RAF Marham und RAF Wyton stationiert.
Im Dezember 1964 wurde die gesamte Flotte wegen Rissbildung stillgelegt.

## Militärische Nutzung
Vereinigtes Königreich
- Royal Air Force

### Stationierungsorte
- RAF Finningley, Dezember 1958 bis März 1963 (18. Squadron)
- RAF Gaydon, Januar 1955 bis Juni 1965 (138., 543. Squadron, 232. Operational Conversion Unit)
- RAF Honington, November 1956 bis März 1965 (7., 90. Squadron)
- RAF Marham, Januar 1956 bis Mai 1965 (49., 148., 207., 214. Squadron)
- RAF Scampton, April 1957 bis Dezember 1958 (199. Squadron)
- RAF Wittering, Juli 1960 bis September 1962 (7., 49. Squadron)
- RAF Wyton, November 1955 bis Dezember 1964 (543. Squadron)

## Zwischenfälle
Vom Erstflug 1951 bis zum Betriebsende 1964 kam es mit Vickers Valiant zu 12 Totalschäden von Flugzeugen. Bei 5 davon kamen 24 Menschen ums Leben.

## Technische Daten

Zweiseitenansicht Vickers Valiant

| Kenngröße             | Daten                                                    |
| --------------------- | -------------------------------------------------------- |
| Besatzung             | 5                                                        |
| Länge                 | 33 m                                                     |
| Spannweite            | 34,85 m                                                  |
| Höhe                  | 9,80 m                                                   |
| Flügelfläche          | 219,43 m²                                                |
| Flügelstreckung       | 5,5                                                      |
| Leermasse             | 34.420 kg                                                |
| max. Startmasse       | 63.600 kg                                                |
| Höchstgeschwindigkeit | 912 km/h                                                 |
| Dienstgipfelhöhe      | 16.500 m                                                 |
| Reichweite            | 7200 km                                                  |
| Triebwerke            | 4 × Turbojet Rolls-Royce Avon RA28 Mk 204 mit je 44,6 kN |

## Bewaffnung
Kampfmittel bis zu 9.534 kg in einem zentralen internen Waffenschacht.
Ungelenkte Bomben
- 21 × Royal Ordnance GP Mk. IV (1.000-lb-/454-kg-Freifallbombe)
- 1 × Bomb Aircraft 12.000 lb DP, Mk 1 Tallboy
- 1 × „Violet Cub“ Bomb Aircraft 3.310 lb (Freifallbombe mit nuklearem 400-kt-Sprengsatz)
- 1 × „Yellow Sun Mk.2“ Bomb Aircraft 7.250 lb (Freifallbombe mit nuklearem 400-kt-Sprengsatz)
- 2 × „Red Beart“ Bomb Aircraft 2.000 lb (Freifallbombe mit nuklearem 15-kt-Sprengsatz)
- 2 × B28 (nukleare Freifallbombe mit 70–1.450-kT-Sprengsatz)

## Erhaltene Exemplare
Die einzige vollständig erhaltene Maschine ist die XD 818, die sich im Royal Air Force Museum in RAF Cosford befindet.